# Slovotvorný význam
Slovotvorný význam, tedy strukturní význam, je oproti lexikálnímu významu obecnější. Jedná se o význam třídy slov s určitým základem, obohaceným příponami a předponami. Ty slovu dávají význam. Slovotvorný význam se řídí jen strukturou slova a význam slova nebývá často totožný s jeho lexikálním významem.

Suffix tree BANANA

## Vyjádření slovotvorného významu
- v užším smyslu – u slova kovář je slovotvorný význam „ten, kdo ková“ a lexikální význam „ten,kdo vyrábí kované předměty“
- v širším smyslu – bělice „předmět, který je bílý", lexikální význam „druh třešní nebo druh ryb"

Dalším příkladem může být slovo krejčí, které má slovotvorný význam „ten, kdo krájí“, ale lexikální význam je „kdo šije šaty“.
Zde vidíme, že slovotvorný význam se řídí pouze strukturou slova a lexikální význam dodává slovu aktuálně platnou sémantickou náplň.
Slova mají kromě slovotvorného významu také lexikální význam a gramatický význam.

## Další příklady
- Prababička – předpona pra ukazuje, že se jedná o osobu o generaci starší,
- Pračlověk – stejná předpona dodává jinému slovu význam, že se jedná o člověka, který existoval ještě před člověkem,
- Ředi-tel – ten, kdo řídí, přípona -tel - konatel něčeho,
- přípona -dlo – velmi produktivní slovotvorná přípona,která se vyskytuje u názvů mnoha prostředků jako je mýdlo, umyvadlo, zrcadlo, divadlo, mluvidlo, pojidlo, stavidlo...

## Příklady cizích předpon
K progresivním slovotvorným předponám patří mnohé přejímané z cizích jazyků. Jejich význam je všeobecně známý. Jedná se o typ předpon (prefixů) jako mega, super, ultra, mini, pseudo, multi...
- dis (negativní význam) – disharmonie, disproporce
- ultra (přehánění a expresivním příznakem) – ultrapravičák, ultrareakcionář
- super (zesílení kvality) – superbomba, superalbum
- ex (význam "bývalý") – exkrál, exspolužák
- kontra (představuje opačnou věc) – kontrarozvědka
- pseudo (nepravost) – pseudoprofesionál